# Limnia
Limnia is een vliegengeslacht uit de familie van de slakkendoders (Sciomyzidae).

## Soorten
- L. boscii (Robineau-Desvoidy, 1830)
- L. conica Steyskal, 1978
- L. fitchi Steyskal, 1978
- L. georgiae Melander, 1920
- L. inopa (Adams, 1904)
- L. lemmoni Fisher and Orth, 1971
- L. lindbergi Steyskal, 1978
- L. loewi Steyskal, 1965
- L. louisianae Melander, 1920
- L. nambai Steyskal, 1978
- L. ottawensis Melander, 1920
- L. paludicola Elberg, 1965
- L. pubescens (Day, 1881)
- L. sandovalensis Fisher and Orth, 1978
- L. saratogensis (Fitch, 1855)
- L. septentrionalis Melander, 1920
- L. severa Cresson, 1920
- L. shannoni Cresson, 1920
- L. sparsa (Loewe, 1862)
- L. unguicornis (Scopoli, 1763)
- L. vittata Melander, 1920